# Emmanuelle de Bourbon
Donna Emanuela Maria Pratolongo, devenue, par son mariage, Emmanuelle de Bourbon et portant le titre de courtoisie de duchesse d’Aquitaine, née le 22 mars 1960 à Gênes, en Italie, est une femme d’affaires italienne, veuve de Gonzalve de Bourbon (1937-2000), duc d’Aquitaine — second fils du prétendant légitimiste au trône de France Jacques-Henri de Bourbon (1908-1975), duc d’Anjou et de Ségovie, et frère cadet du prince Alphonse de Bourbon (1936-1989), duc de Cadix et duc d'Anjou, prétendant légitimiste au trône de France. 
Elle est considérée par les légitimistes comme un membre de la famille royale de France en tant que tante paternelle de Louis de Bourbon, duc d'Anjou.

## Famille

### Parents et titres
Emmanuelle de Bourbon est la fille de Vincenzo Pratolongo (mort en 2015) et de Sofia Hardouin di Gallese, des ducs de Gallese (1930-2013), petite-fille de Luigi Hardouin, 2e duc  de Gallese (1862-1920).

Armoiries de la famille Pratolongo

Le commandeur Rocco Pratolongo, grand-oncle de Vincenzo Pratolongo, fut titré comte Pratolongo par le roi d'Italie Victor-Emmanuel II en 1877.

### Armoiries
Les armoiries de la famille Pratalongo sont : 
- Écu : Coupé : au I parti de gueules au lion d’or fixant un soleil issant du canton droit du chef, et d’azur à la colombe tenant en son bec une branche et volant vers le milieu d’un peuplier mouvant du parti, le tout au naturel ; au II, d’azur à trois bandes d’or[6]. 
  - en italien : Spaccato : nel primo partito, a) di rosso, al leone d'oro fissante un sole uscemte dal cantone destro del cap ; b) d'azzurro, alla colomba tenente nel becco un ramo d'alloro e volante verso la metà d'un pioppo movente dalla partizione, il tutto al naturale ; nel second d'azzurro, a tre bande d'oro.
- Devise : Finché arrivi[6].
- Supports : deux griffons. (Sostegni : Due grifoni.)
- Couronne de comte[6].

## Mariage
Le 12 décembre 1992 à Gênes,, Emmanuelle épouse civilement Gonzalve de Bourbon, petit-fils du roi Alphonse XIII et membre de la famille de Bourbon qui soutient les revendications dynastiques de son frère aîné, le duc d'Anjou et de Cadix, pour le trône de France et qui porte le titre de duc d’Aquitaine que lui a conféré leur père. 
Il s’agit du troisième mariage civil du duc d’Aquitaine, qui aurait d’abord épousé civilement en 1983 Carmen Harto Montealegre (1947) au Mexique et divorcé la même année, puis, a contracté en 1984 une union civile et religieuse en Espagne avec María de las Mercedes Licer y García (1963). Après la séparation des époux par jugement en mars 1986, le divorce est prononcé le 31 janvier 1989. 
Toutefois, la déclaration de nullité du mariage religieux de Gonzalve ne survient que le 23 mars 1995, par décision du tribunal de la Rote de Bologne,. Le mariage religieux de Gonzalve et d’Emmanuelle est par la suite célébré en l'église Santa Maria in Campitelli, à Rome, le 16 septembre 1995. Le couple n’admet pas de postérité.
La duchesse travaille dans une entreprise de fret maritime appartenant à son père Vincenzo.
En 2004, Emmanuelle est invitée au mariage du prince des Asturies (actuel Felipe VI d’Espagne), fils unique du roi Juan Carlos, cousin germain du défunt époux de la duchesse.

## Titulature

### En France
Les prédicats et titres portés actuellement par les membres de la maison de Bourbon n'ont pas d'existence juridique en France et sont considérés comme des titres de courtoisie. Ils sont attribués par le chef de maison. Fils du prétendant légitimiste au trône de France, Gonzalve de Bourbon porta les titres suivants :
- 22 mars 1960 — 12 décembre 1992 : Donna Emanuela Pratolongo
- 12 décembre 1992 — 17 septembre 1995 : Madame Gonzalve de Bourbon
- Depuis le 17 septembre 1995 : Son Altesse Royale la duchesse d’Aquitaine

Selon certaines sources, Emmanuelle de Bourbon aurait détenu jeune fille le traitement honorifique de donna. Le 12 décembre 1992, son mariage civil lui donne le droit de porter le nom de famille de Bourbon mais exclut le prédicat d’altesse royale et le titre du duchesse d’Aquitaine. Le 17 septembre 1995, après qu’elle contracte une union religieuse avec Gonzalve de Bourbon, Emmanuelle obtient le prédicat d’altesse royale et le titre de duchesse d’Aquitaine. 
Gonzalve de Bourbon est considéré par les légitimistes depuis 1938 comme un « fils de France » et il a reçu en 1972 le titre de duc d’Aquitaine par lettres patentes de son père le duc d’Anjou. 
En tant que tante de Louis de Bourbon, candidat légitimiste au trône de France depuis 1989, la duchesse d’Aquitaine est considérée par les légitimistes comme faisant partie de la famille royale de France.

### En Espagne
- 22 mars 1960 — 12 décembre 1992 : Donna Emanuela Pratolongo
- 12 décembre 1992 — 17 septembre 1995 : Madame Gonzalve de Bourbon
- Depuis le 17 septembre 1995 : Son Excellence Madame Gonzalve de Bourbon, grande d’Espagne.

## Distinctions
Emmanuelle de Bourbon fait partie du comité d’honneur de l’annuaire High-Life, comité dont font partie notamment Valéry Giscard d’Estaing, Hervé de Charette, Inès de La Fressange, Emmanuel de Brantes et Charles Bonaparte.

## Ascendance
La généalogie de la duchesse d’Aquitaine a été étudiée par Christian Papet-Vauban dans un article paru en 1995 dans la revue Feuille d’information légitimiste, à l’occasion du mariage religieux de Gonzalve et Emmanuelle de Bourbon. Par sa mère, donna Sofia Hardouin di Gallese, la duchesse d’Aquitaine descend par la famille Monroy (it) des rois capétiens Jean II de France, Pierre Ier de Portugal et Charles III de Navarre, ainsi que du roi Henri II de Castille. La famille Hardouin est originaire de la commune de Clinchamps-sur-Orne, près de Caen.